# Ernst Dönhoff
Ernst Dönhoff (* † 1693) war polnischer Generalleutnant, Jägermeister von Litauen, Kastellan von Wilna, Woiwode von Marienburg, Kronobermarschall und Starost von Christburg.

## Familie
Graf Ernst Dönhoff entstammte der Familie Dönhoff und war der vierte Sohn des Grafen Magnus Ernst Dönhoff († 1642) und der Katharina von Dohna († 1659). Er war in erster Ehe vermählt mit Zofia Anna Oleśnicka. Aus dieser Ehe stammte seine einzige Tochter Gräfin Maria Johanna Katharina Dönhoff (1686–1723), vermählt mit Graf Stanisław Ernest Denhoff († 1728). In zweiter Ehe war er mit Joanna Konstancja Słuszka († 1733), der Witwe von Graf Władysław Denhoff († 1683) vermählt.

## Laufbahn/Leben
Ernest Dönhoff konvertierte vom reformierten Glauben zum Katholizismus, war dann zuerst, 1666 Oberst bei der königlichen Garde im Regiment zu Fuß. Schon 1670 war er Generalmajor, später auch Generalleutnant der königlichen Armee. 1676 war Dönhoff Jägermeister von Litauen und 1683 Kastellan von Wilna.
1683 war Dönhoff auch Kommandeur der polnischen Infanterie Johann III. Sobieskis bei der Belagerung Wiens.
Dönhoff wurde 1685 Woiwode von Marienburg, dann auch Kronobermarschall und war Starost von Christburg. 1687 war er Marschall am Hof der Königin.